# (7830) Akihikotago
(7830) Akihikotago (1993 DC1) – planetoida z pasa głównego asteroid okrążająca Słońce w ciągu 3,69 lat w średniej odległości 2,39 j.a. Odkryta 24 lutego 1993 roku.